# Šopić
Šopić (en serbe cyrillique : Шопић) est une localité de Serbie située dans la municipalité de Lazarevac et sur le territoire de la ville de Belgrade. Au recensement de 2011, elle comptait 2 619 habitants.

## Géographie

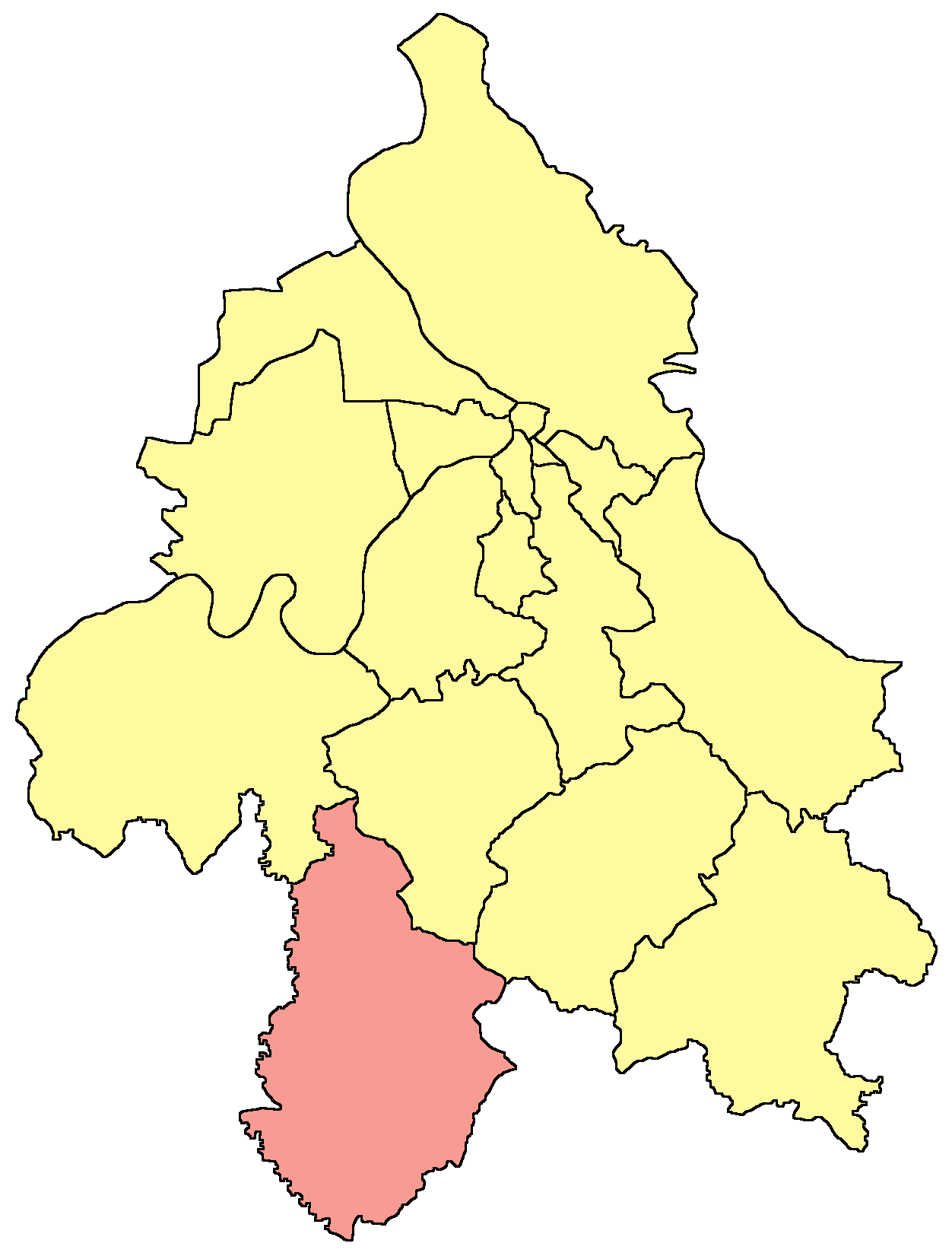
Localisation de la municipalité de Lazarevac dans la ville de Belgrade

Šopić, officiellement classé parmi les villages de Serbie, est situé à proximité de la Kolubara.

## Démographie

### Évolution historique de la population
| 1948 | 1953 | 1961 | 1971  | 1981  | 1991  | 2002  | 2011  |
| ---- | ---- | ---- | ----- | ----- | ----- | ----- | ----- |
| 939  | 947  | 983  | 1 050 | 1 242 | 1 832 | 2 230 | 2 619 |

|  |

### Données de 2002
Pyramide des âges (2002)
En 2002, l'âge moyen de la population était de 36,2 ans pour les hommes et 37,6 ans pour les femmes.
Répartition de la population par nationalités (2002)
En 2002, les Serbes représentaient 96,36 % de la population et les Roms 1,79 %.

### Données de 2011
En 2011, l'âge moyen de la population était de 38,8 ans, 37,7 ans pour les hommes et 39,8 ans pour les femmes.

## Éducation
L'école Vojislav Voka Savić de Lazarevac, qui a ouvert ses portes le 1er octobre 1889, gère une antenne à Šopić.